# 李小缘
李小缘（1897年—1959年），原名李国栋，江苏南京人，中国图书馆学家，中国公共图书馆事业的开拓者。李國鼎之兄。

## 生平
1925年毕业于哥伦比亚大学教育社会学专业，获硕士学位。回国后，入金陵大学图书馆工作，先后任图书馆西文部主任、校图书馆学系主任、图书馆馆长等职务。